# Пауерс Лејк (Северна Дакота)
Пауерс Лејк (енгл. Powers Lake) град је у америчкој савезној држави Северна Дакота.

## Демографија
По попису из 2010. године број становника је 280, што је 29 (-9,4%) становника мање него 2000. године.
| Група             | 2000.       | 2010.       |
| Белци             | 301 (97,4%) | 273 (97,5%) |
| Афроамериканци    | 0 (0,0%)    | 0 (0,0%)    |
| Азијати           | 1 (0,3%)    | 1 (0,4%)    |
| Хиспаноамериканци | 3 (1,0%)    | 3 (1,1%)    |
| Укупно            | 309         | 280         |